# Montgomeryshire (circonscription du Parlement britannique)
Pour l’article homonyme, voir Montgomeryshire.
Circonscription parlementaire de la Chambre des communes
La circonscription de Montgomeryshire est une circonscription électorale du Royaume-Uni. Elle est située dans l'est du pays de Galles et correspond approximativement à l'ancien comté du Montgomeryshire et est représentée à la Chambre des communes du Parlement britannique..

## Liste des députés depuis 1900
| Élection      | Député                | Parti  | Parti                  | Majorité |
| ------------- | --------------------- | ------ | ---------------------- | -------- |
| 1900          | Arthur Humphreys-Owen |        | Parti libéral          | 964      |
| 1906          | David Davies          | N/A    | Parti libéral          |          |
| janvier 1910  | David Davies          | 1 672  | Parti libéral          |          |
| décembre 1910 | David Davies          | N/A    | Parti libéral          |          |
| 1918          | David Davies          | N/A    | Parti libéral          |          |
| 1922          | David Davies          | N/A    | Parti libéral          |          |
| 1923          | David Davies          | N/A    | Parti libéral          |          |
| 1924          | David Davies          | 10 558 | Parti libéral          |          |
| 1929          | Clement Davies        | 2 128  | Parti libéral          |          |
| 1931          | Clement Davies        |        | Parti national-libéral | N/A      |
| 1935          | Clement Davies        | N/A    | Parti national-libéral |          |
| 1939          | Clement Davies        |        | Indépendant            | —        |
| 1942          | Clement Davies        |        | Parti libéral          | —        |
| 1945          | Clement Davies        | 3 123  | Parti libéral          |          |
| 1950          | Clement Davies        | 6 780  | Parti libéral          |          |
| 1951          | Clement Davies        | 9 221  | Parti libéral          |          |
| 1955          | Clement Davies        | 8 500  | Parti libéral          |          |
| 1959          | Clement Davies        | 2 794  | Parti libéral          |          |
| 1962          | Emlyn Hooson          | 7 549  | Parti libéral          |          |
| 1964          | Emlyn Hooson          | 3 970  | Parti libéral          |          |
| 1966          | Emlyn Hooson          | 3 494  | Parti libéral          |          |
| 1970          | Emlyn Hooson          | 2 311  | Parti libéral          |          |
| février 1974  | Emlyn Hooson          | 4 651  | Parti libéral          |          |
| octobre 1974  | Emlyn Hooson          | 3 859  | Parti libéral          |          |
| 1979          | Delwyn Williams       |        | Parti conservateur     | 1 593    |
| 1983          | Alex Carlile          |        | Parti libéral          | 668      |
| 1987          | Alex Carlile          | 2 558  | Parti libéral          |          |
| 1988          | Alex Carlile          |        | Libéraux-démocrates    | —        |
| 1992          | Alex Carlile          | 5 209  | Libéraux-démocrates    |          |
| 1997          | Lembit Öpik           | 6 303  | Libéraux-démocrates    |          |
| 2001          | Lembit Öpik           | 6 234  | Libéraux-démocrates    |          |
| 2005          | Lembit Öpik           | 7 173  | Libéraux-démocrates    |          |
| 2010          | Glyn Davies           |        | Parti conservateur     | 1 184    |
| 2015          | Glyn Davies           | 5 325  | Parti conservateur     |          |
| 2017          | Glyn Davies           | 9 285  | Parti conservateur     |          |
| 2019          | Craig Williams        |        | Parti conservateur     | 12 138   |

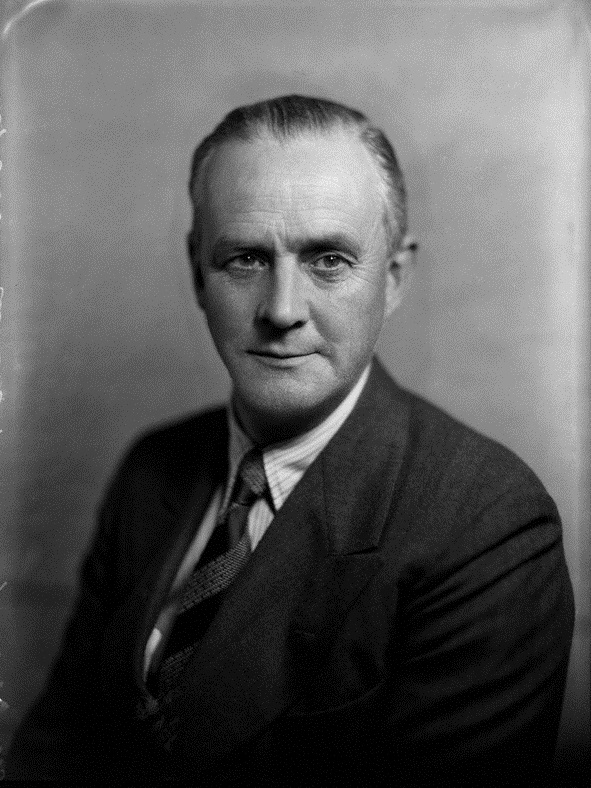
Clement Davies (1929-1962)
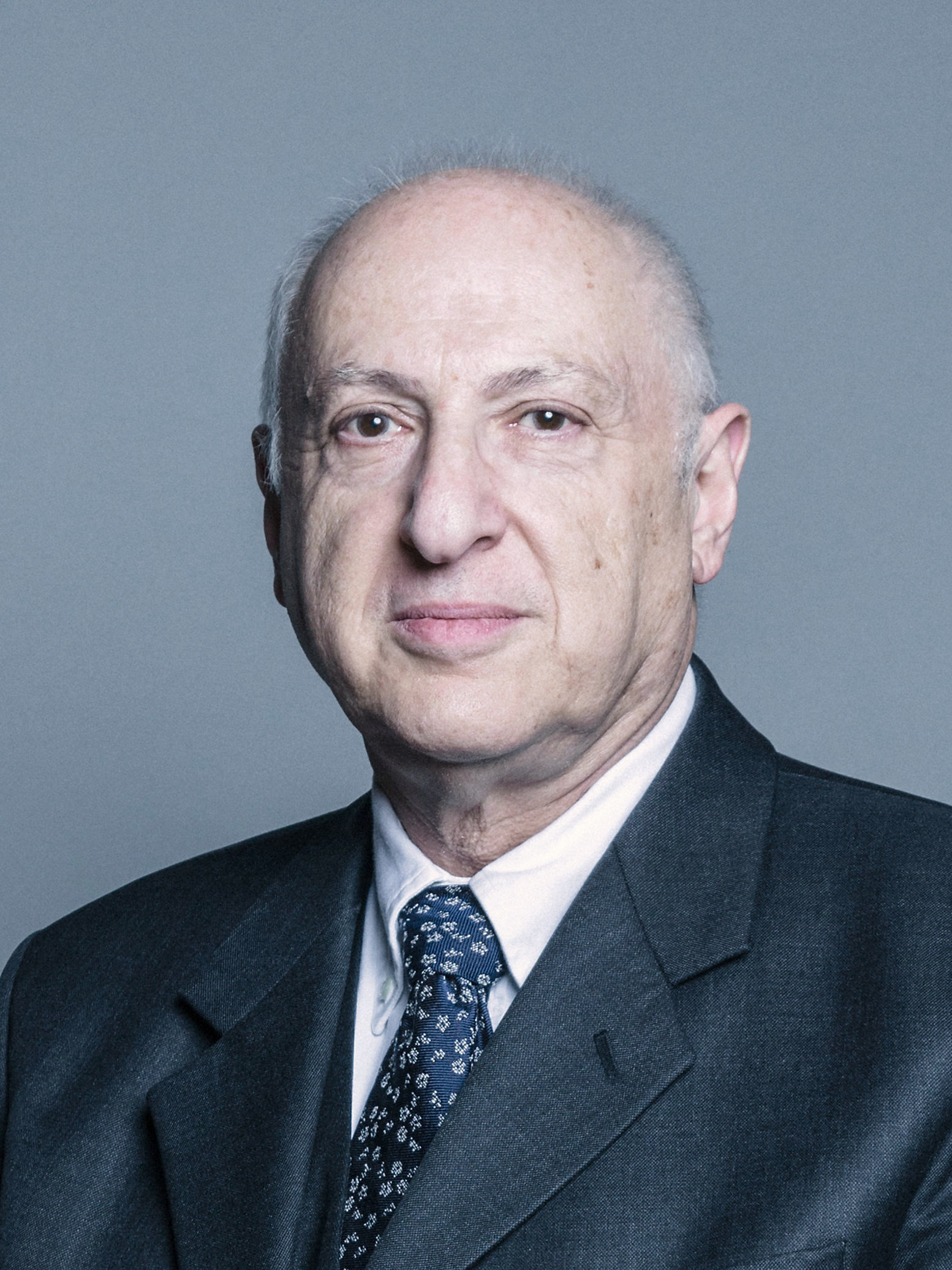
Alex Carlile (1983-1997)
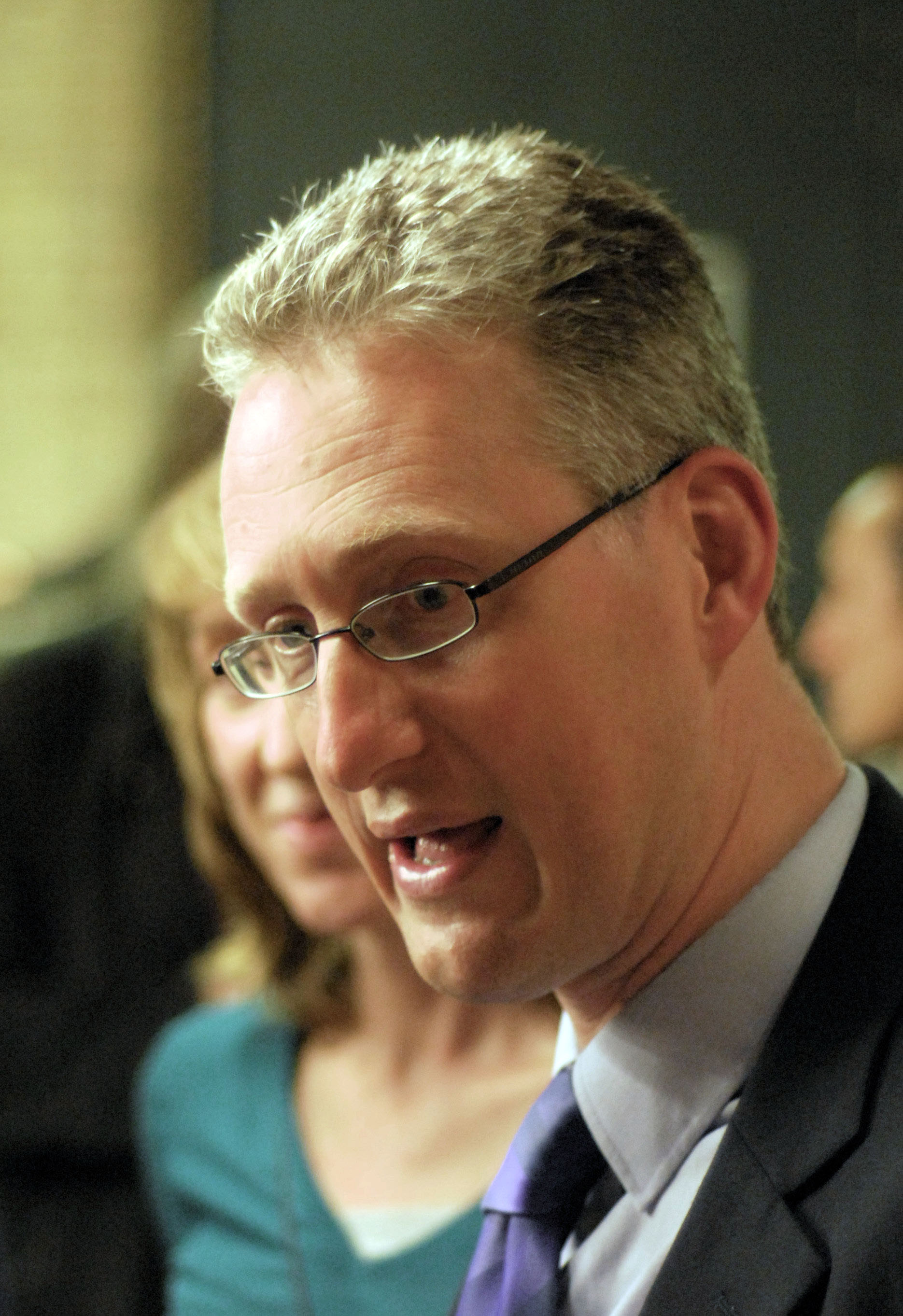
Lembit Öpik (1997-2010)
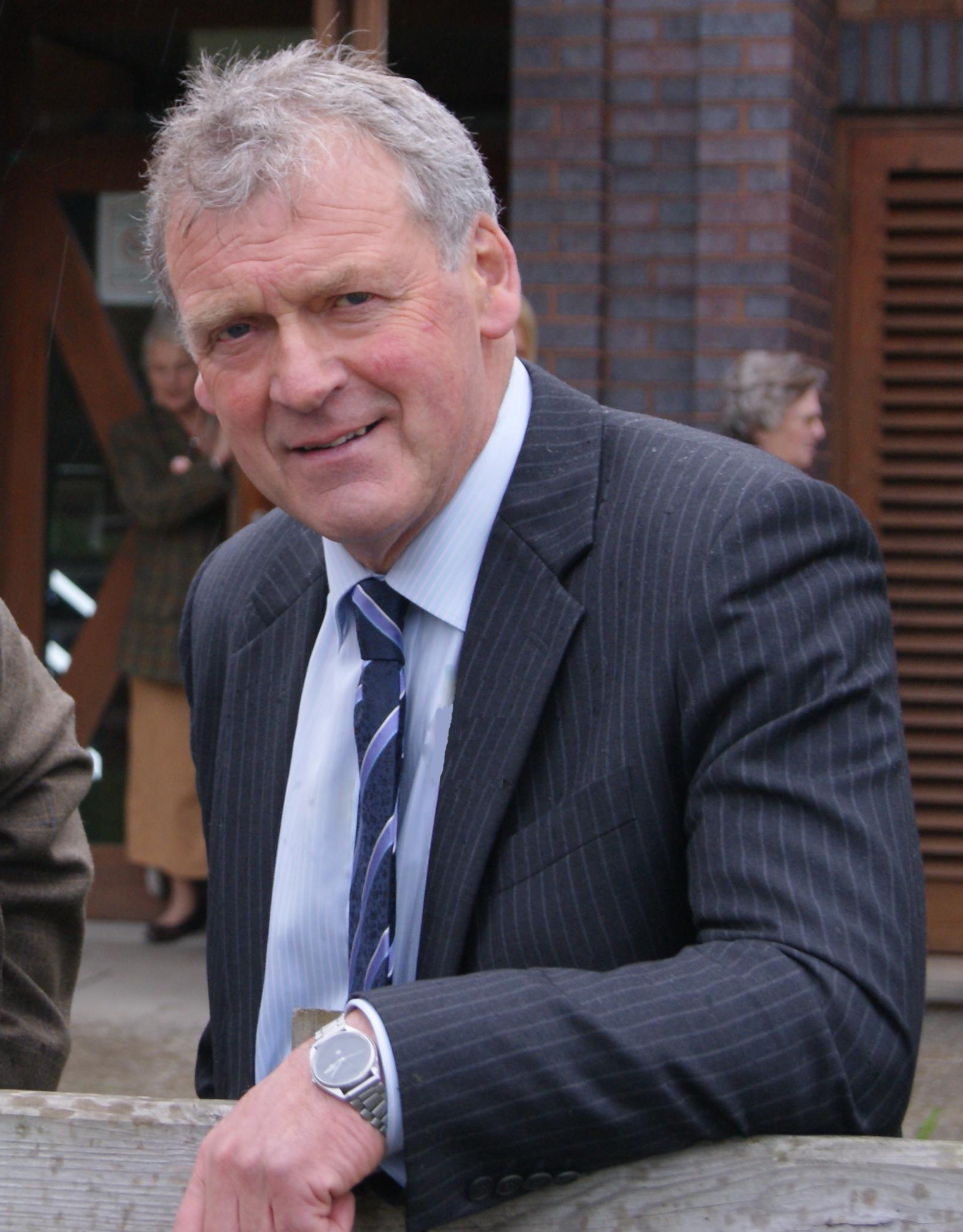
Glyn Davies (2010-2019)